# Lúcio Valério Máximo
Lúcio Valério Cláudio Acílio Prisciliano Máximo (em latim: Lucius Valerius Claudius Acilius Priscillianus Maximus; fl. século III) foi um senador romano nomeado cônsul duas vezes, uma em 233 e novamente em 256.

## Biografia

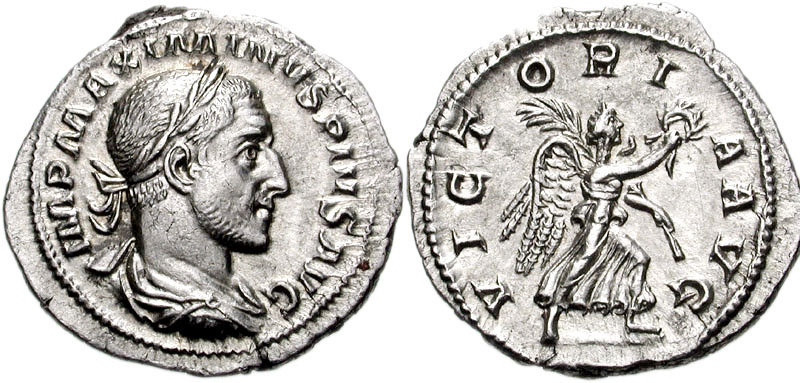
Denário de Maximino Trácio r.

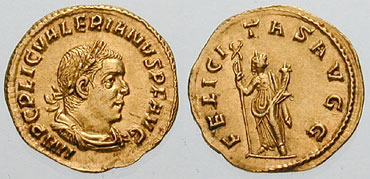
Áureo de Valeriano r.

Valério Máximo, um membro do século III da gente Valéria, foi possivelmente filho de Lúcio Valério Messala e pai de Lúcio Valério Cláudio Poplicola Balbino Máximo, o cônsul em 253. Começou sua carreira no exército, servindo como sevir equitum Romanorum (comandante de uma unidade de cavalaria imperial). Sua primeira nomeação política foi como triúnviro monetário (Triumvir Monetalis), seguido pelo posto de questor em alguma província desconhecida.
Isto foi seguido por sua nomeação a questor urbano (Quaestor urbanus), após o qual preencheu o ofício de pretor tutelar (Praetor tutelaris; oficial responsável por assuntos de tutela). Em 233, Valério Máximo tornar-se-ia cônsul ao lado de Cneu Cornélio Paterno. Para seu comando proconsular, Valério Máximo foi nomeado "curador do esgoto do rio Tibre e da cidade sagrada" (Curator alvi Tiberis riparum cloacarumque sacrae urbis), o responsável por gerir os esgotos e as margens do rio Tibre dentro da cidade de Roma.
Em 238, Valério Máximo foi um dos nobres italianos envolvidos na revolta senatorial contra o imperador Maximino Trácio (r. 235–238). Talvez teve papel nas negociações que viram Gordiano I (r. 238) oferecer o ofício imperial, e foi o conde augustal (comes Augusti) de um dos imperadores substituídos, Pupieno (r. 238). Durante aquele ano foi também um dos vigintíviros (vigintivirs). Isto foi seguido por sua nomeação como curador de Laurento e Lavínio (Curator Laurentium Lavinatium).
Aparentemente, caindo em desgraça do favor imperial durante o reinado de Filipe, o Árabe (r. 244–249), foi apenas durante o reinado do imperador Valeriano (r. 253–260) que Valério Máximo foi novamente restaurado a alto ofício político, com sua nomeação como prefeito urbano de Roma em 255. Isto foi seguido por seu segundo consulado em 256, desta vez servindo com Mânio Acílio Glabrião.